# Tournon-Saint-Martin
Tournon-Saint-Martin je naselje in občina v srednjem francoskem departmaju Indre regije Center. Leta 2009 je naselje imelo 1.215 prebivalcev.

## Geografija
Naselje leži v pokrajini Berry znotraj naravnega regijskega parka Brenne ob reki Creuse in njenem desnem pritoku Suin, 67 km zahodno od Châteaurouxa.

## Uprava
Tournon-Saint-Martin je sedež istoimenskega kantona, v katerega so poleg njegove vključene še občine Fontgombault, Lingé, Lurais, Lureuil, Martizay, Mérigny, Néons-sur-Creuse, Preuilly-la-Ville in Sauzelles s 4.682 prebivalci.
Kanton Tournon-Saint-Martin je sestavni del okrožja Le Blanc.

## Zanimivosti
- ruševine gradu château de Prinçay iz 15. stoletja,
- cerkev sv. Martina iz 19. stoletja.

## Pobratena mesta
- Barzago (Lombardija, Italija);